# IGES
IGES (произносится: ай-джес, Digital Representation for Communication of Product Definition Data (рус. цифровое представление для обмена данными определяющими продукт)) — двумерный/трехмерный векторный формат графики; используется многими CAD-программами.
Впервые опубликован в январе 1980 года Национальным институтом стандартов и технологий (США), с кодом NBSIR 80-1978. Многие документы (например, ранние версии Стандартов Защиты MIL-PRF-28000 и MIL-STD-1840) ссылаются на него как на ASME (Американское общество инженеров-механиков) Y14.26M, обозначение Американского национального института стандартов, одобрившего IGES версии 1.0.
При помощи IGES, в CAD можно передавать модели круговых диаграмм, каркасов моделей, поверхностей любой формы или представления сплошных моделей. Приложения, поддерживающие IGES, включают в себя инженерную графику, аналитические модели и прочие производственные функции.

## История
Проект IGES был начат в 1979 г. группой CAD-пользователей и поставщиков, включая Boeing, General Electric, Xerox, Computervision и Applicon, при поддержке Национального института стандартов и технологий США (сейчас — NIST), и Министерством обороны США. Название тщательно выбиралось, чтобы избежать любых намеков на стандарты баз данных конкурировавших поставщиков CAD-систем.
С 1988 г. Министерство обороны потребовало, чтобы вся цифровая Производственная Информация Продукта (англ. Product Manufacturing Information (PMI)) для оружейных систем (инженерная графика, диаграммы и прочее) была переведена в IGES формат. В дальнейшем любые поставщики CAx программного обеспечения, желавшие предложить свой продукт Министерству Обороны США и его партнерам, должны были организовать поддержку чтения и записи файлов формата IGES.
Являющийся ANSI-стандартом с 1980 г., IGES сгенерировал достаточно данных, чтобы заполнить ими хранилища с кассетами и CD-дисками цифровой Производственной Информации для автомобильной, аэрокосмической и судостроительной индустрий, а также для систем вооружения начиная с систем управления ракетами типа Трайдент и заканчивая целыми авианосцами. Эти части моделей должны были использоваться еще много лет, после того, как авторы изначального дизайна вышли из бизнеса, и IGES-файлы будут давать возможность доступа к этим данным еще десятилетия. Сегодня плагины для браузеров поддерживают просмотр IGES-файлов, созданных 20 лет назад, из любой точки мира.
После первого релиза STEP (Стандарт STEP ISO 10303) в 1994 г., интерес к дальнейшей разработке IGES угас, и версия 5.3 (1996) была последним выпущенным стандартом. Десять лет спустя, STEP выполнила своё обещание заменить IGES, оставшийся самым широко используемым CAx и PMI стандартом взаимодействия.

## Формат файлов
IGES-файл состоит из 80-символьных ASCII-записей (длина записи произошла из эры перфокарт). Текстовые строки представлены в «Холлерит» формате — число символов в строке, плюс буква «Н» и сама строка. Пример — «4HSLOT» (аналогичный формат текстовых строк был в языке Фортран). Ранние IGES-трансляторы имели проблемы с компьютерами IBM, использовавшими EBCDIC-кодирование текста, так что некоторые EBCDIC-ASCII переводчики заменяли символы неверно или неправильно ставили бит четности, вызывая проблемы с чтением.
Рассмотрим очень короткий IGES-файл 1987 года, включающий в себя лишь сущности пары точек (POINT, тип 116), пары полуокружностей (CIRCULAR ARC, тип 100) и двух линий (LINE, тип 110).
```
                                                                        S      1
1H,,1H;,4HSLOT,37H$1$DUA2:[IGESLIB.BDRAFT.B2I]SLOT.IGS;,                G      1
17HBravo3 BravoDRAFT,31HBravo3->IGES V3.002 (02-Oct-87),32,38,6,38,15,  G      2
4HSLOT,1.,1,4HINCH,8,0.08,13H871006.192927,1.E-06,6.,                   G      3
31HD. A. Harrod, Tel. 313/995-6333,24HAPPLICON - Ann Arbor, MI,4,0;     G      4
     116       1       0       1       0       0       0       0       1D      1
     116       1       5       1       0                               0D      2
     116       2       0       1       0       0       0       0       1D      3
     116       1       5       1       0                               0D      4
     100       3       0       1       0       0       0       0       1D      5
     100       1       2       1       0                               0D      6
     100       4       0       1       0       0       0       0       1D      7
     100       1       2       1       0                               0D      8
     110       5       0       1       0       0       0       0       1D      9
     110       1       3       1       0                               0D     10
     110       6       0       1       0       0       0       0       1D     11
     110       1       3       1       0                               0D     12
116,0.,0.,0.,0,0,0;                                                    1P      1
116,5.,0.,0.,0,0,0;                                                    3P      2
100,0.,0.,0.,0.,1.,0.,-1.,0,0;                                         5P      3
100,0.,5.,0.,5.,-1.,5.,1.,0,0;                                         7P      4
110,0.,-1.,0.,5.,-1.,0.,0,0;                                           9P      5
110,0.,1.,0.,5.,1.,0.,0,0;                                            11P      6
S      1G      4D     12P      6                                        T      1

```

Файл разделен на 5 секций, обозначенных буквами (S, G, D, P, или T) в колонке 73. Характеристики и геометрическая информация для каждой сущности поделены между двумя секциями; одна — в формате фиксированной длины (Directory Entry, или DE секция), другая в составной записи, с фиксированной точкой (Parameter Data, или PD секция).
При отображении мы должны видеть две желтые точки, одна из которых в начале координат [0,0,0], две красных полуокружности и две зеленые линии.

## Рекурсивный стандарт
Одна из уникальных характеристик IGES стандарта — это то, что он был первым ANSI-стандартом, документирующимся при помощи самого себя. С версии 4.0 все технические иллюстрации для печатной версии стандарта генерировались из IGES-файлов. Электронная система верстки (LaTeX) интегрирует растровые изображения, сгенерированные из IGES файлов с PostScript, посылаемым на лазерный принтер, так что текст и изображение печатаются на одной странице для последующего использования в качестве готовой коммерческой публикации. Начиная с IGES версий 5.2 и 5.3 (самые последние версии, одобренные ANSI) стандарт стал доступен как PDF-документ.